# シルンディング
シルンディング (ドイツ語: Schirnding) は、ドイツ連邦共和国バイエルン州ヴンジーデル・イム・フィヒテルゲビルゲ郡（オーバーフランケン行政管区）に属する市場町で、シルンディング行政共同体の本部所在地。フィヒテル山地、チェコ共和国との国境近くに位置する。

## 地理

### 自治体の構成
この町は、公式には8つの地区 (Ort) からなる。このうち小集落や孤立農場などを除く集落を以下に列記する。
- ライテンバッハ
- シルンディング

## 歴史
シルンディングは、1377年10月8日に初めて史料に登場する。ホーエンツォレルン家（1791年以降はプロイセン王国）のバイロイト侯領に属し、1807年のティルジットの和約によってフランス領となった後、1810年にバイエルン王国領となった。

## 行政

### 議会
シルンディングの議会は首長を含めて13議席である。

## 引用
1. ↑  https://www.statistikdaten.bayern.de/genesis/online?operation=result&code=12411-003r&leerzeilen=false&language=de Genesis-Online-Datenbank des Bayerischen Landesamtes für Statistik Tabelle 12411-003r Fortschreibung des Bevölkerungsstandes: Gemeinden, Stichtag (Einwohnerzahlen auf Grundlage des Zensus 2011)
2. ↑  Bayerische Landesbibliothek Online